# Dactyloceras lucina
Ne doit pas être confondu avec Dactylioceras.
Espèce
Dactyloceras lucina est une espèce de lépidoptères (papillons) appartenant à la famille des Brahmaeidae.
Synonymes :
- Bombyx lucina Drury, 1782
- Phalaena lucina Drury, 1782

## Distribution
- Afrique occidentale et centrale.